# 塭子 (嘉義縣)
塭子，原寫為塭仔，是臺灣嘉義縣東石鄉的一個傳統地域名稱，位於該鄉中部偏西南。相較於今日行政區，其範圍大致包括塭子村不含東北部凸出部分及南部及西南部及西北部凸出部分的西北半部、東崙村西部凸出部分的西部至東北部弧形邊界地帶。

## 歷史
臺灣日治初期，後埔地區為一（舊制）街庄，稱為「後埔庄」，隸屬於大坵田西堡。該庄昔日北及東北分別隔樸仔腳溪（今朴子溪）分流及支流與後埔庄為界，東南與栗仔崙庄為鄰，南邊、西南邊及西邊為掌潭庄。
1901年（日治明治三十四年）11月，全臺廢縣廳改設二十廳，該庄隸屬於嘉義廳。1903年（明治三十六年）6月，該庄編入「港墘區」，隸屬於嘉義廳。1909年（明治四十二年）10月，合併二十廳為十二廳，港墘區仍隸屬於嘉義廳。1920年（大正九年），全臺地方制度大改正，廢十二廳改設五州二廳，該庄改制為「後埔」大字，隸屬於臺南州東石郡東石庄（新制街庄）。
戰後東石庄改制為東石鄉，隸屬於臺南縣，大字亦改制為村。1950年10月，雲、嘉、南分治，東石鄉改隸屬嘉義縣。
由於朴子溪河道變遷，本地區西北部地區現已成為朴子溪河道。

## 聚落
本地區發展較早的聚落為塭仔，在日治期初期的官方地圖上已有記載。

## 交通
省道台17線又稱「西部濱海公路」，是臺中市清水區甲南至屏東縣枋寮鄉水底寮的幹道，經過本地區西北部（部分為朴子溪河道）。本地區可經由縣道170號前往位於掌潭地區鹽田寮聚落北側的省道台17線路口，由該處向北北東可前往雲林縣口湖鄉西部、四湖鄉西部、臺西鄉、東勢鄉西北端等地；向東南微南可前往布袋鎮、臺南市北門區、將軍區、七股區等地。
省道台61線又稱「西部濱海快速公路」，目前通車路段北起新北市八里區臺北港，南至臺南市七股區九塊厝，經過本地區西北部（部分為朴子溪河道）。本地區可經由縣道170號前往位於掌潭地區鹽田寮聚落西北側的省道台61線兩側平面道路路口，由該處向北可經由東石一交流道進入台61線主線北上車道；向南可經由白水湖交流道進入台61線主線南下車道；由此等可快速前往台灣西部沿海各地。
縣道170號是東石鄉網寮至鹿草鄉東勢尾的道路。

## 學校
- 龍崗國小（位於栗子崙地區境內，但緊臨本地區邊界）